# Neuer Malik Verlag
Der Neue Malik Verlag war ein deutscher Verlag. Er wurde 1983 in Kiel von Thies Ziemke als politisch links orientierter Verlag für Literatur in der Tradition des Malik-Verlages (1916–1947) gegründet und 1996 an den Piper Verlag verkauft, wo er als Imprint Malik Verlag weiterbesteht.

## Gründung
Der Gründer des Malik-Verlages Wieland Herzfelde regte den Namen an: „Nennt das doch Neuer Malik Verlag“. Als eine der ersten Veröffentlichungen wurde Else Lasker-Schülers Der Malik herausgebracht, das auch zur Gründung des ursprünglichen Malik-Verlages eine wichtige Rolle beigetragen hatte. Das Wort kommt aus dem Arabischen und bedeutet „König“. Weitere Verlagsgesellschafter neben Thies Ziemke wurden der Buchhändler Hans-Joachim „Jo“ Hauberg und der Bibliothekar und Übersetzer Giuseppe de Siati. Zu den Autoren zählen u. a. Hans-Jürgen Heise und Rafik Schami, außerdem bestanden gute Kontakte zur russischen Literaturszene, unter anderem zu Wladimir Makanin.

## Verlagsprogramm
1996 wurde der Verlag an den Piper Verlag verkauft. Unter dem Imprint „Malik Verlag“ und „Malik National Geographic“ wird Reiseliteratur veröffentlicht. Ausgelöst durch den Reisebericht In eisige Höhen von Jon Krakauer etablierte sich der Malik-Verlag als Marke für dieses Genre und bietet seitdem eine Programmmischung aus Abenteuer, Reiseerfahrung und Bergbüchern an. Bei Malik veröffentlichen unter anderem Helge Timmerberg, Andreas Altmann, Reinhold Messner, Christine Thürmer, Hape Kerkeling, Rüdiger Nehberg, Carmen Rohrbach, Andreas Kieling und Stephan Orth. Als weitere Autoren sind u. a. Hans Kammerlander, Alexander Huber, Ueli Steck, Gerlinde Kaltenbrunner, Tommy Caldwell oder Alex Honnold zu nennen. 2016 erschien bei Malik in Zusammenarbeit mit dem DLR ein Bildband, in dem anhand von Daten aus dem All digitale Abbilder der Gebirgslandschaften gezeigt werden, und zwar mit Hilfe einer satellitengestützten  Visualisierungstechnik.

## Veröffentlichungen (Auswahl)
- 1985: Arbeitskreis Demokratische Geschichte (Hrsg.): Wir sind das Bauvolk. Kiel 1945 bis 1950. ISBN 3-89029-950-4.
- 1988: Leonhard Frank: Der Bürger. ISBN 978-3-89029-030-0.
- 1988: Konstantin Fedin: Städte und Jahre. ISBN 978-3-89029-031-7.
- 1996: Rafik Schami: Die Sehnsucht fährt schwarz. Geschichten aus der Fremde. ISBN 978-3-89029-096-6.